# SPEWS
SPEWS (eller Spam Prevention Early Warning System) er en af de mest vidtgående tjenester til bortfiltrering af spam. Det er en sortliste til systemadministratorer, indeholdende IP-adresser på kendte spammere og deres spamvenlige internetudbydere. Systemadministratorer kan i deres mailservere anvende disse oplysninger til at blokere for e-mails afsendt fra et sortlistet system. SPEWS er en gratis tjeneste til fri afbenyttelse.
Bliver en spammer ikke fjernet fra udbyderens system, udvides SPEWS' sortliste til også at omfatte kunder hos udbyderen, som ikke har sendt spam, men som indirekte støtter spam ved at være kunde hos den pågældende udbyder. Dette fører ind i mellem til stor utilfredshed blandt de ramte kunder, hvorved SPEWS håber at der bliver lagt så meget pres på den spamvenlige udbyder, at spammeren bliver slettet fra kundekartotektet.
Utilfredse spammerne forsøger ind i mellem at få SPEWS' websted til at gå i sort, ved at iværksætte Denial of Service-angreb (DoS) mod webstedet, andre forsøger sig med trusler om retsforfølgelse for at få lukket webstedet, i enkelte tilfælde sendes der trusler om voldelige overgreb mod personerne bag tjenesten. Personerne bag SPEWS er derfor anonyme og besvarer ikke henvendelser.

## Ekstern henvisning
SPEWS' websted